# Betaald voetbal
Met betaald voetbal, professioneel voetbal of beroepsvoetbal wordt een voetbalcompetitie aangeduid waarbij spelers en trainers een salaris krijgen. De term wordt uitsluitend in Nederland gebruikt.
In Nederland en België spreekt men meestal van een profvoetballer, hoewel beide termen niet exact hetzelfde betekenen: een profvoetballer is iemand die door zijn club betaald wordt, en voor wie dat de voornaamste bron van inkomsten is.

## België
In België wordt er geen strikt onderscheid gemaakt tussen profvoetbal en amateurvoetbal. Er bestaan twee niveaus die men met de Nederlandse term 'betaald voetbal' zou kunnen aanduiden: de eerste klasse A en de eerste klasse B. In België is de term "profvoetbal" algemeen verspreid, eerder dan "betaald voetbal". De onderliggende niveaus eerste klasse amateurs, tweede klasse amateurs, derde klasse amateurs en de provinciale reeksen kunnen als niet-betaald worden aangemerkt. Ook in deze lagere afdeling treden echter veel spelers als niet-amateur aan of krijgen ze vergoedingen.
Vanaf het voetbalseizoen 2018-2019 kunnen voetballers in België hun eerste profcontract tekenen op vijftienjarige leeftijd, voorheen kon dat pas vanaf hun zestiende verjaardag.

## Duitsland
In Duitsland zijn er vier niveaus betaald voetbal, namelijk de (eerste) Bundesliga, de tweede Bundesliga, de derde Bundesliga, en daaronder 5 Regionalliga's. De Regionalliga is semiprofessioneel en de 5 kampioenen hiervan gaan, samen met de nummer 2 uit de Regionalliga Südwest, onderling een nacompetitie afwerken voor promotie naar de 3. Bundesliga.

## Engeland
Engeland kent vier niveaus betaald voetbal. Dit zijn de Premier League, The Championship, de Football League One en de Football League Two. Hieronder zitten nog vier niveaus semiprofessionele clubs.

## Frankrijk
Frankrijk kent drie niveaus betaald voetbal: Ligue 1, Ligue 2 en Championnat National. Het laagste professionele niveau bestaat voor het grootste gedeelte uit semiprofessionele clubs. Het betaald voetbal werd in 1932 ingevoerd.

## Italië
Italië heeft drie niveaus betaald voetbal: de Serie A (A-divisie), Serie B (B-divisie) en Serie C (C-divisie). De Serie C is verdeeld in drie competities.

## Nederland
Het betaald voetbal in Nederland is onderverdeeld in twee competities: de Eredivisie en de Eerste divisie (sinds juli 2006 bekend als Jupiler League, en sinds 2018 de Keuken Kampioen Divisie). In het Nederlandse betaald voetbal was tot 2009 sprake van een gesloten systeem: er kon niet gedegradeerd worden uit de laagste divisie van het betaald voetbal. Op last van de UEFA is dit vanaf het seizoen 2009/2010 wel mogelijk gemaakt: de laatst geëindigde club in de Keuken Kampioen Divisie degradeert direct uit de Eerste divisie naar de Topklasse, de hoogste afdeling bij de amateurs. De vrijgekomen plaats in de Keuken Kampioen Divisie wordt ingenomen door de kampioen van de Topklasse, een titel waarvoor over twee wedstrijden gestreden wordt tussen de kampioenen van de zaterdag- en zondagtopklasse. Deze kampioen is echter niet verplicht de overstap naar de Keuken Kampioen Divisie te maken en daarmee een betaald voetbalorganisatie te worden; de club mag ook als amateurclub in de Topklasse blijven. In dat geval mag de verliezend finalist promoveren. Als ook die vereniging afziet van het recht op promotie, dan blijft de nummer laatst van de Keuken Kampioen Divisie behouden voor het betaald voetbal. Dit is ook het geval wanneer tijdens of kort na de competitie een club failliet gaat. Aan het einde van het seizoen 2009/10 werd FC Oss de eerste club die uit de Keuken Kampioen Divisie degradeerde. In 2010/11 werd FC Oss meteen kampioen van de zondagtopklasse en vanaf 2011/12 mocht de club weer deelnemen aan het betaald voetbal omdat algeheel kampioen van de Topklasse IJsselmeervogels afzag van promotie.

### Geschiedenis
Hoewel de meeste landen in West-Europa al snel na de Tweede Wereldoorlog het betaald voetbal invoerden, was voetbal in Nederland tot 1954 een amateursport, al was het in de voetbalwereld een publiek geheim dat er wel degelijk spelers werden betaald. Toen Sparta in 1947 bijvoorbeeld zowel Wim Landman van Neptunus als Rinus Terlouw van DCV overnam, dienden beide clubs een klacht in bij de Koninklijke Nederlandse Voetbalbond (KNVB) omdat Sparta beide spelers financiële toezeggingen zou hebben gedaan. De beschuldigingen werden niet bewezen maar DCV trok helemaal aan het kortste eind: tijdens het onderzoek van de voetbalbond kwam aan het licht dat DCV zelf aan illegale betalingen deed.
De watersnoodwedstrijd van 12 maart 1953 wordt vaak gezien als de directe aanleiding voor de invoering van het betaald voetbal. De roep om profvoetbal werd groter, toen deze wedstrijd zichtbaar maakte dat de Nederlandse profs in de buitenlandse competities op een beduidend hoger niveau speelden, dan de beste amateurs van Nederland zoals die destijds in het Nederlands voetbalelftal speelden.
Een openlijk initiatief om betaald voetbal te bedrijven ontstond in Nederland in 1954, toen de Nederlandse Beroeps Voetbalbond (NBVB) de eerste profcompetitie organiseerde. De beste spelers van het land gingen al snel over naar een van de tien NBVB-clubs: Alkmaar '54, BVC Amsterdam, Fortuna '54, De Graafschap, Den Haag, Rapid '54, Rotterdam, Twentse Profs, Utrecht en Sportclub Venlo '54.
Op 14 augustus 1954 vond de eerste NBVB-wedstrijd plaats: een vriendschappelijk duel tussen Alkmaar '54 en Sportclub Venlo '54. Deze wedstrijd, in Alkmaar bekend als de pontwedstrijd eindigde in een 3–0 overwinning voor de ploeg uit Alkmaar. Klaas Smit was de eerste doelpuntenmaker en scoorde hiermee de eerste goal in het betaald voetbal in Nederland. Volgens Gerrit Valk in zijn boek AZ is de naam was deze wedstrijd bedoeld om na te gaan of Alkmaar '54 wel in de NBVB-competitie thuishoorde
De KNVB, die tot dan toe tegen profvoetbal was, ging al snel overstag. Een tijdens de zogenaamde slaapkamerconferentie voorbereid akkoord leidde ertoe dat KNVB-voorzitter Hans Hopster en NBVB-voorzitter Egidius Joosten op 13 november 1954 de Vrede van Utrecht tekenden, waarbij beide bonden fuseerden. Op 28 november 1954 werd een nieuwe profcompetitie gestart. Enkele NBVB-clubs werden opgeheven (Twentse Profs), fuseerden met KNVB-clubs (Utrecht en Elinkwijk; Venlo en VVV; Rapid en Juliana) of fuseerden met elkaar (Den Haag en Rotterdam vormden de club Flamingo's die al snel werd omgedoopt tot Holland Sport).
Er zou ook een einde komen aan het bestaan van twee gewestelijke hoofdklassen. Vanaf 1956 was er nog maar één hoogste niveau: de Eredivisie. Voor de ongeveer 80 betaaldvoetbalclubs werd de volgende, landelijke, competitiestructuur opgezet:
- Eredivisie
- Eerste divisie
- Tweede divisie

Tot 1966 bestond de tweede divisie meestal nog wel uit twee gewestelijke afdelingen (A en B).
In het begin van de jaren zeventig werd het profvoetbal in Nederland grondig gesaneerd. De belangstelling voor de laagste divisie van het betaald voetbal was niet groot en dat leidde tot veel geldproblemen bij die clubs. Veel van die semi-profclubs verdwenen in zijn geheel of gingen verder bij de amateurs. Andere fuseerden tot nieuwe profclubs. De tweede divisie werd in 1971 opgeheven.
Sinds 1996 is het in Nederland voor voetbalclubs in de eredivisie verplicht om over een stadionveld met een vorm van veldverwarming te beschikken. Hiermee wordt in de meeste gevallen voorkomen dat wedstrijden wegens weersomstandigheden moeten worden afgelast, wat veel inkomstenderving voor clubs betekende.
In 1999 trad de "CAO voor Contractspelers Betaald Voetbal" in werking. De cao werd ingesteld om te voorkomen dat contractspelers op basis van de in dat jaar ingevoerde Wet flexibiliteit en zekerheid (Flexwet) een vast dienstverband konden krijgen. Met een vast dienstverband zouden voetballers, met inachtneming van de opzegtermijn, hun contract kunnen opzeggen en dus transfervrij zijn.

### Betaalde amateurs
In de hoogste klassen van het amateurvoetbal krijgen veel spelers betaald. Betalingen door de vereniging aan de spelers, anders dan onkostenvergoedingen, waren echter van oudsher verboden. Spelers worden dan ook vaak betaald door een aan de club gelieerde stichting of de spelers staan direct bij de hoofdsponsor onder contract. Zwart betalen door de club kwam ook veelvuldig voor. Zo werd in juli 2009 bekend dat de Belastingdienst 6,5 miljoen euro heeft geïncasseerd aan naheffingen en boetes van clubs in de Hoofdklasse voor o.a. het zwart betalen van spelers.
Door de invoering van de Topklasse, is de scheidslijn tussen amateur- en profvoetbal verder vervaagd. Mede daarom is in november 2009 door de KNVB besloten dat amateurclubs vanaf het seizoen 2010-2011 spelers mogen contracteren, en naar verwachting zal er op termijn ook een cao voor amateurspelers worden ingevoerd.

## Portugal
Het Portugees betaald voetbal uit twee divisies, de SuperLiga en de Liga de Honra.

## Spanje
Het Spaans betaald voetbal bestaat uit vijf niveaus, de Primera División, de Segunda División A, de Primera División RFEF (verdeeld in twee competities), de Segunda División RFEF (verdeeld in vier competities) en de Tercera División RFEF (verdeeld in achttien competities).

## Turkije
Het Turks betaald voetbal bestaat uit vier niveaus. Dit zijn de Süper Lig, Türkiye Futbol Federasyonu 1. Lig, Türkiye Futbol Federasyonu 2. Lig en de Türkiye Futbol Federasyonu 3. Lig. Türkiye Futbol Federasyonu 2. Lig is verdeeld in twee competities en de Türkiye Futbol Federasyonu 3. Lig in drie competities.

## Voetnoten
1. ↑  Lorenzo Risack, Voetballers kunnen eerste profcontract tekenen vanaf 15 jaar, Rechtenkrant.be, 18 juni 2018 (geraadpleegd op 15 augustus 2018)